# Huzihiro Araki

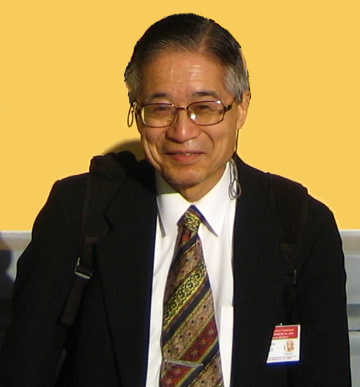
Huzihiro Araki, 2009

Huzihiro Araki (japanisch 荒木 不二洋, Araki Fujihiro; * 28. Juli 1932; † 16. Dezember 2022) war ein japanischer mathematischer Physiker und Mathematiker.

## Biografie
Araki war der Sohn des Physikprofessors der Universität Kyōto Gentarō Araki, bei dem er studierte und mit dem er 1954 seine erste Arbeit veröffentlichte. Sein Diplom machte er bei Hideki Yukawa und er promovierte 1960 an der Princeton University bei Rudolf Haag und Arthur Strong Wightman (Hamiltonian formalism and canonical commutation relations in quantum field theory). Er war ab 1966 Professor an der Universität Kyōto, am Research Institute for Mathematical Sciences (RIMS), dessen Direktor er auch war.
Araki beschäftigte sich mit axiomatischer Quantenfeldtheorie und statistischer Mechanik, insbesondere unter Anwendung von Operatoralgebren (Von-Neumann-Algebren, C*-Algebren). Dabei leistete er schon Anfang der 1960er Jahre in Princeton wichtige Beiträge zur Local Quantum Physics von Haag und Kastler und auch zur Streutheorie von Haag und David Ruelle. Er lieferte auch wichtige Beiträge zur mathematischen Theorie der Operatoralgebren, so zur Klassifikation von Typ-III-Faktoren von Von-Neumann-Algebren. Von ihm stammt das Konzept der relativen Entropie von Zuständen von Von-Neumann-Algebren. In den 1970er Jahren zeigte er die Äquivalenz der KMS-(Kubo-Martin-Schwinger-)Bedingung zur Charakterisierung von quantenmechanischen Zuständen im thermodynamischen Gleichgewicht zu Variationsprinzipien bei quantenmechanischen Spinsysteme auf Gittern. Mit Yanase beschäftigte er sich auch mit den Grundlagen der Quantenmechanik (Wigner-Araki-Yanase Theorem, das Einschränkungen des Messprozesses durch Erhaltungssätze beschreibt).
Er war 1979 zweiter Präsident der International Association of Mathematical Physics. 2003 erhielt er mit Oded Schramm und Elliott Lieb den Henri-Poincaré-Preis. 1990 war er der Hauptorganisator des ICM in Kyōto. Er war einer der Herausgeber der Communications in Mathematical Physics und Gründer von Reviews in Mathematical Physics. 1970 war er Invited Speaker auf dem Internationalen Mathematikerkongress in Nizza (Some topics in the theory of operator algebras) und 1978 in Helsinki (Some topics in quantum statistical mechanics). Er war Fellow der American Mathematical Society.

## Schriften (Auswahl)
- Mathematical theory of quantum fields. 1999. Neuaufl. Oxford University Press, Oxford 2009, ISBN 978-0-19-956640-2.